# SkewT

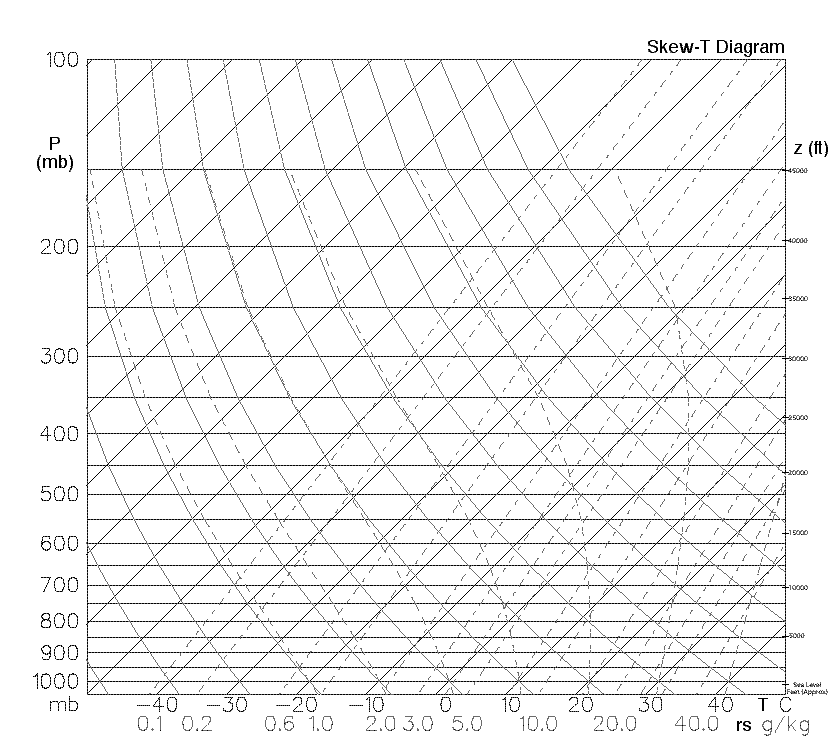
- Températures à 45 degrés de la verticale
- Pressions selon les lignes pleines horizontales
- Adiabatiques sèches selon les lignes pleines courbes
- Adiabatiques humides selon les lignes pointillées courbes
- Rapports de mélange selon lignes droites et pointillées

Le Skew-T, l'un des quatre diagrammes thermodynamiques utilisés pour établir le profil thermique de l'atmosphère à un moment donné, associe la température (T) et le logarithme de la pression (P) dans un repère semi-logarithmique. Le terme Skew-T provient de l’aspect oblique ou asymétrique (skewed en anglais,) des courbes des températures. Ce type de représentation sert à pointer la température et le point de rosée sur la foi des résultats d'un sondage aérologique effectué par radiosonde ou depuis un avion, ou encore par extrapolation de données satellitaires.
Il s'agit en fait d'une version de l'émagramme développée aux États-Unis mais utilisé en France sous le nom d'émagramme 761, ou émagramme à 45 degrés,.

## Histoire et usages
L’émagramme, dont l'axe vertical est celui du logarithme de la pression et l'axe horizontal celui de la température, permet un pointage des données d'un radiosondage. Cependant, les courbes de la variation de la température, du point de rosée et du changement de température d'une parcelle en ascension convective peuvent y être très rapprochées l'une de l'autre. L’armée de l'air américaine (United States Air Force) avait besoin de nouveaux types d'analyses de l'atmosphère avec le développement de l'aviation mais l’émagramme arrivait difficilement à les satisfaire.
En 1947, N. Herloffson proposa une modification de l’émagramme où l'axe des pressions demeurerait le même mais celui des températures ferait un angle de 45 degrés avec l'horizontal. Ceci permit d'avoir des lignes droites et horizontales pour le tracé des isobares ainsi qu'un grand angle entre les isothermes et les lignes représentant le refroidissement d'une parcelle d'air non saturée en ascension, les adiabatiques sèches.
Le tout est similaire au téphigramme mais les températures potentielles et les adiabatiques sèches y sont courbées au lieu d'être droites, car ce sont les lignes de pression qui y sont des droites. En général, les lignes de rapport de mélange sont également indiquées et les vents aux différents niveaux de pression sont souvent ajoutés dans la marge sous forme de barbules. Comme le téphigramme, le Skew-T permet de calculer l'énergie entre deux courbes de températures plus facilement que sur l'émagramme classique.
La première image ci-dessous d'un Skew-T montre les couches de l'atmosphère où la formation de nuages (cercles rouges) est probable lorsque les lignes de température et du point de rosée se rapprochent dans le radiosondage. La seconde montre l'énergie potentielle de convection disponible (en rouge) d'une particule d'air depuis le niveau de convection libre, après un réchauffement au sol suffisant, et l'énergie d'inhibition de la convection (cyan) au-dessus du niveau d'équilibre convectif. Figure également le pointage des vents par hodographe en haut et par barbules à droite.

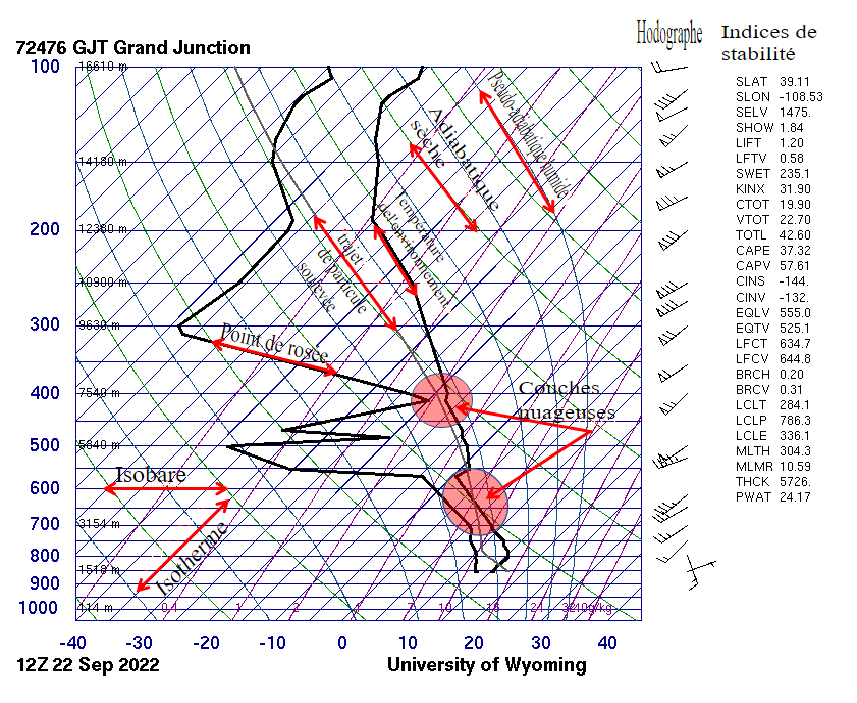
Pointage annoté pour les zones nuageuses.
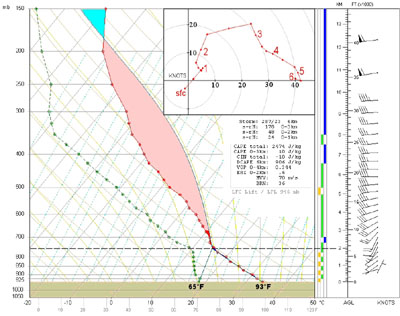
Pointage des énergies (zones en rose et bleu).

## Météo-France
Météo-France utilise des émagrammes à 45 degrés pour afficher les radiosondages. La courbe d'état en noir donne les températures et les pressions effectivement mesurées, la courbe bleue est celle du thermomètre mouillé et une croix noire représente le rapport de mélange réel à la même pression mais à la température relevée par la radiosonde, c'est-à-dire sur la courbe noire.